# Lubuntu
Lubuntu (/luːˈbuːntuː/) là một dự án chính thức bắt nguồn từ hệ điều hành Ubuntu, nó có đặc điểm "nhẹ hơn, ít đòi hỏi tài nguyên và tiết kiệm năng lượng một cách hiệu quả", sử dụng môi trường LXQt.
Lubuntu ban đầu sử dụng môi trường làm việc LXDE nhưng chuyển sang sử dụng LXQt với sự ra mắt của Lubuntu 18.10 vào tháng 10 năm 2018 vì sự chậm phát triển của LXDE, mất đi sự hỗ trợ cho GTK 2 cũng như sự hoạt động và ổn định hơn của việc phát triển LXQt mà không có các phần phụ thuộc GNOME.
Lubuntu nhận được sự công nhận chính thức là một thành viên của gia đình Lubuntu vào ngày 11 tháng 5 năm 2011, bắt đầu với Lubuntu 11.10 được ra mắt vào 13 tháng 10 năm 2011.

## Tên gọi
Cái tên Lubuntu là sự kết hợp giữa LXQt và Ubuntu. LXQt là viết tắt của cụm từ LXDE và dự án Razor-qt, trong khi đó Ubuntu có nghĩa là "tình người" trong ngôn ngữ Zulu và Xhosa.

## Lịch sử
Môi trường LXDE lần đầu tiên được phát hành như một gói tùy chọn dành cho Ubuntu từ phiên bản 8.10 "Intrepid Ibex". LXDE có thể cũng được cài đặt trong những phiên bản trước đó của Ubuntu.
Tháng 2 năm 2009, Mark Shuttleworth biến LXDE trở thành dự án tự duy trì trong cộng đồng Ubuntu với mục đích chính là tạo ra một phát sinh mới chính thức bắt nguồn từ Ubuntu được gọi là Lubuntu.
Tháng 3/2009, dự án Lubuntu được bắt đầu trên Launchpad bởi Mario Behling, bao gồm biểu tượng dự án ban đầu. Dự án đồng thời lập ra một trang chính thức về Ubuntu trên wiki cũng thuộc quyền quản lý của Behling, trang này bao gồm những ứng dụng, những gói tin và các thành phần.
Tháng 8/2009, lần kiểm tra đầu tiên sử dụng một đĩa CD trực tiếp, không có tùy chọn cài đặt.
30/12/2009, phiên bản  Alpha 1 "Preview" ISO Lubuntu 10.04 Lucid Lynx có sẵn để tải về, bản Alpha 2 vào ngày 24, tháng 1 năm 2010 cũng tương tự.
Tháng 9 năm 2010, người phát triển chính của Lubuntu là Julien Lavergne đã thông báo rằng Lubuntu vẫn chưa thể trở thành một bản phân nhánh chính thức của Ubuntu như một phần của Gia đình Ubuntu vì vẫn còn vấn đề về tài nguyên trong cơ sở hạ tầng của Canonical/Ubuntu vẫn chưa được giải quyết trong kỳ phát hành này (Bản 10.04), và Canonical đang trong tiến trình tích hợp thành viên mới Lubuntu vào gia đình Ubuntu, tuy nhiên tiến trình này vẫn chưa hoàn tất. Mục tiêu trở thành thành viên chính thức trong gia đình Ubuntu vẫn sẽ được tiếp tục cho đến ngày phát hành Ubuntu 10.10.
Lubuntu 10.10 đã được phát hành vào ngày 10 tháng 10 năm 2010. Trong lần phát hành này Lubuntu vẫn chưa thể trở thành thành viên trong gia đình Ubuntu vì vấn đề cơ sở hạ tầng . Lubuntu 10.10 giới thiệu artwork mới như panel, logo, ảnh nền, giao diện Openbox,...
Năm 2014, dự án đã thông báo LXDE dựa trên GTK+ và Razor-qt dựa trên Qt sẽ gộp lại thành môi trường làm việc LXQt dựa trên Qt và vì thế Lubuntu sẽ chuyển sang LXQt. Sự thay đổi này đựoc hoàn thành với sự ra mắt của Lubuntu 18.10 vào tháng 10 năm 2018, phiên bản ra mắt đầu tiên sử dụng môi trường làm việc LXQt.

## Sự tiếp nhận
Những kiểm tra ban đầu được thực hiện bởi Linux Magazine, người tường thuật là Christopher Smart đã chỉ ra rằng sử dụng RAM của Lubuntu thì bằng khoảng một nửa của Xubuntu và Ubuntu ở cài đặt thông thường và sử dụng trên máy tính để bàn, và ít hơn 1/3 khi sử dụng trên trực tiếp CD.

## Các phiên bản
| Phiên bản | Code name         | Ngày ra mắt | Hỗ trợ tới    | Ghi chú                                                                              |
| --- | ----------------- | ----------- | ------------- | ------------------------------------------------------------------------------------ |
| 8.10 | Intrepid Ibex     | 2008-10-30  | April 2010    | Chỉ có sẵn như gói màn hình nền tùy chọn                                             |
| 9.04 | Jaunty Jackalope  | 2009-04-23  | October 2010  | Chỉ có sẵn như gói màn hình nền tùy chọn                                             |
| 9.10 | Karmic Koala      | 2009-10-26  | April 2011    | Chỉ có sẵn như gói màn hình nền tùy chọn                                             |
| 10.04 | Lucid Lynx        | 2010-05-02  | April 2013    | Phiên bản độc lập đầu tiên                                                           |
| 10.10 | Maverick Meerkat  | 2010-10-10  | April 2012    | Phiên bản "stable beta"                                                              |
| 11.04 | Natty Narwhal     | 2011-04-28  | October 2012  |                                                                                      |
| 11.10 | Oneiric Ocelot    | 2011-10-13  | April 2013    | Phiên bản đầu tiên với đĩa CD X86-64. Phiên bản đầu tiên vào gia đình Ubuntu         |
| 12.04 | Precise Pangolin  | 2012-04-26  | October 2013  | Ubuntu 12.04 là 1 phiên bản LTS (hỗ trợ dài hạn), nhưng Lubuntu 12.04 thì không phải |
| 12.10 | Quantal Quetzal   | 2012-10-18  | April 2014    | Chủ đề "Box Icon" mới                                                                |
| 13.04 | Raring Ringtail   | 2013-04-25  | December 2013 |                                                                                      |
| 13.10 | Saucy Salamander  | 2013-10-17  | 2014-07-17    | Chromium được thay thế bởi Firefox                                                   |
| 14.04 LTS | Trusty Tahr       | 2014-04-17  | April 2017    | Phiên bản LTS (hỗ trợ dài hạn) đầu tiên, hỗ trợ trong 3 năm                          |
| 14.10 | Utopic Unicorn    | 2014-10-24  | June 2015     |                                                                                      |
| 15.04 | Vivid Vervet      | 2015-04-23  | December 2015 |                                                                                      |
| 15.10 | Wily Werewolf     | 2015-10-22  | 28 July 2016  |                                                                                      |
| 16.04 LTS | Xenial Xerus      | 2016-04-21  | April 2019    | Phiên bản LTS (hỗ trợ dài hạn) thứ hai, hỗ trợ trong 3 năm                           |
| 16.10 | Yakkety Yak       | 2016-10-13  | July 2017     |                                                                                      |
| 17.04 | Zesty Zapus       | 2017-04-13  | 2018-01-13    |                                                                                      |
| 17.10 | Artful Aardvark   | 2017-10-19  | July 2018     |                                                                                      |
| 18.04 LTS | Bionic Beaver     | 2018-04-26  | 2021-04-30    | Phiên bản LTS (hỗ trợ dài hạn) thứ ba, hỗ trợ trong 3 năm                            |
| 18.10 | Cosmic Cuttlefish | 2018-10-18  | 2019-07-18    | Phiên bản đầu tiên dùng môi trường làm việc LXQt                                     |
| 19.04 | Disco Dingo       | 2019-04-18  | 2020-01-23    |                                                                                      |
| 19.10 | Eoan Ermine       | 2019-10-17  | 2020-07-17    |                                                                                      |
| 20.04 LTS | Focal Fossa       | 2020-04-23  | 2023-04-28    | Phiên bản LTS (hỗ trợ dài hạn) thứ tư, hỗ trợ trong 3 năm                            |
| 20.10 | Groovy Gorilla    | 2020-10-22  | 2021-07-22    |                                                                                      |
| 21.04 | Hirsute Hippo     | 2021-04-22  | 2022-01-20    |                                                                                      |
| 21.10 | Impish Indri      | 2021-10-14  | 2022-07-14    |                                                                                      |
| 22.04 LTS | Jammy Jellyfish   | 2022-04-21  | April 2025    |                                                                                      |
| 22.10 | Kinetic Kudu      | 2022-10-20  | July 2023     |                                                                                      |
| 23.04 | Lunar Lobster     | 2023-04-20  | 2024-01-25    |                                                                                      |
| 23.10 | Mantic Minotaur   | 2023-10-12  | July 2024     |                                                                                      |
| 24.04 LTS | Noble Numbat      | 2024-04-25  | April 2027    | Phiên bản hỗ trợ lâu dài hiện tại                                                    |
| 24.10 | Oracular Oriole   | 2024-10-10  | July 2025     | Phiên bản phát hành tạm thời hiện tại                                                |
| Legend: Phiên bản cũ, đã ngừng hỗ trợ Phiên bản cũ nhưng vẫn còn hỗ trợ Phiên bản hiện tại Phiên bản trong tuơng lai |                   |             |               |                                                                                      |